# 張淮 (正德應天進士)
張淮（1488年—？年），字豫卿，號南溪，直隸太倉衛官籍，治《易經》，明朝政治人物。

## 生平
應天府鄉試第一百二十二名舉人。正德十二年（1517年）中式丁丑科會試第一百九十五名，登第三甲第一百零九名進士。礼部观政，授汝宁府推官，升刑部主事，改南京兵部员外郎，升郎中，出为瑞州府知府，十三年（1534年）闰二月擢升四川按察司副使，致仕。

## 家族
曾祖張瑄，曾任衛鎮撫；祖父張衢；父張鑑，母潘氏；繼母顏氏。具庆下。兄张翼（卫镇撫）、张奎、张參、张亢。弟张鳌、张济、张溱、张洧、张澜。